# Anuschka (Film)
Anuschka ist ein 1941 gedrehter deutscher Liebesfilm von Helmut Käutner mit Hilde Krahl und Siegfried Breuer in den Hauptrollen.

## Handlung
Irgendwo im ländlichen Mähren (westliche Slowakei). Anuschka Hordak ist eine junge Frau bäuerlichen Geblüts. Eines Tages wird ihr Vater bei einem Unfall auf dem Hof schwer verletzt. Prof. von Hartberg, ein anerkannter Chirurg, der gerade in dieser Gegend mit seiner Frau Eva zwecks Erholungsurlaubs weilt, wird sofort um Hilfe gebeten, doch auch er kann den alten Bauern nicht mehr retten. Nachdem der Alte verstorben ist, verschlimmern sich die Umstände für Anuschka dramatisch. Da der alte Hordak mit seinem Hof stark verschuldet war und Anuschka die 8000 Kronen Hordaks Schuldnerin, der alten Marina Nowarek, nicht zurückzahlen kann, muss das Mädchen den väterlichen Hof verlassen. Jaro Nowarek, Marinas Sohn, bietet Anuschka eine Lösung des Problems an: Er würde sie gern heiraten. Doch daraus wird nichts, denn die Alte hat etwas dagegen. Stattdessen bietet Frau Nowarek Anuschka eine Stelle als Magd auf dem nunmehr nicht mehr der Familie Hordak gehörenden Hof an, was Anuschka aber empört zurückweist. Lieber folgt sie der Einladung Prof. von Hartbergs, im Notfalle nach Wien zu kommen, wo er ihr weiterhelfen würde. Tatsächlich findet sie in seinem Haus eine Stelle als Dienstmädchen. Doch auch dort ist nicht alles eitel Sonnenschein. Im Hause Hartberg hängt der Ehesegen schief. Eva von Hartberg fühlt sich von ihrem vielbeschäftigten Gatten vernachlässigt und beginnt daher eine nicht allzu tiefgehende Liaison mit dem Rechtsanwalt Dr. Wendt.
Als eines Tages Prof. von Hartbergs Geschenk an seine Ehefrau, ein vergoldetes Feuerzeug, verschwindet, gerät Anuschka in den Verdacht, lange Finger gemacht zu haben. Wie kann sie wissen, dass Frau von Hartberg das verschwundene Geschenk aus einer Laune heraus ihrem Liebhaber in spe, Dr. Wendt, „geliehen“ hat? Dieser wiederum steckte während des Tanzes mit Anuschka beim Dienstbotenball der Hartbergschen Hausangestellten das Feuerzeug heimlich in ihre Tasche, quasi als Geschenk, in der Annahme, dass wiederum Eva zuvor ihm das Feuerzeug geschenkt habe. Auf dem Heimweg vom Ball irrt Anuschka im beschwipsten Zustand zurück zu den Hartbergs, ruht sich auf einer Bank aus und schläft dabei ein. Am folgenden Morgen greift ein Gendarm sie auf und nimmt Anuschka erst einmal mit auf die Wache. Als sie dort ihre Taschen entleeren soll, taucht auch das Feuerzeug auf. Da man bei der Polizei annimmt, dass sich ein Dienstmädchen einen derart teuren Gegenstand nicht leisten könne, wird sie augenblicklich des Diebstahls verdächtigt. Anuschka beteuert ihre Unschuld und wird daraufhin von dem Gendarm zu der Hartberg-Villa begleitet, um vor Ort den Sachverhalt zu klären. Eva von Hartberg sieht sofort, dass es das Feuerzeug ihres Gatten ist, verschweigt aber diese Tatsache, um wiederum ihrem Ehemann, mit dem sie sich bei einem parallel zu dem Dienstbotenball stattfindenden Opernball versöhnt hatte, keinen Grund zum Argwohn zu geben.
Somit bleibt nur noch die Stellungnahme des Professors. Der erkennt natürlich sein Geschenk an seine wankelmütige Gattin sofort und ist von Anuschka, der er in großer Not geholfen hatte, zutiefst enttäuscht. Anuschka wird von ihm daraufhin augenblicklich entlassen. Anuschka, die sich absolut nichts zuschulde kommen ließ, will diesen Verdacht nicht auf sich sitzen lassen und bemüht einen Rechtsvertreter. Es ist derselbe Mann, der sie schon in der Angelegenheit des Verweises vom elterlichen Hof vertreten hatte. Nun kommen die Dinge ins Rollen. Anuschka verklagt Prof. von Hartberg auf Ehrabschneidung, dessen Gattin wiederum versucht, da sie Schuld an dieser ganzen Angelegenheit trägt, Anuschkas Schweigen und Stillhalten zu erkaufen. Da Anuschka aber nicht den Vorwurf, eine Diebin zu sein, auf sich beruhen lassen will, lehnt sie Evas Ansinnen ab. Erst als die Professorengattin vom Zufall erzählt, wie das Feuerzeug in die Tasche Wendts geraten ist (und Anuschka jetzt auch begreift, wieso sie plötzlich das kostbare Geschenk in ihrer Tasche wieder fand), ist sie bereit, zu schweigen, um Eva von Hartbergs Ehe zu retten. Nun kommt auch noch der aus Mähren angereiste Jaro Nowarek dazu und erfährt auf diese Weise von den Ereignissen. Er weiß, dass „seine“ Anuschka niemals stehlen würde und beschließt, zu Prof. von Hartberg zu gehen und ihn von Anuschkas Rechtschaffenheit zu überzeugen.
Doch mit seinem selbstlosen Einsatz verschlimmert der Bauernsohn die Dinge vorübergehend noch. In die Ehe der von Hartbergs kehrt angesichts der ganzen Wahrheit, inklusive der Rolle, die Dr. Wendt darin spielt, die Ehekrise zurück. Und bezüglich Anuschka kann sich Jaro nicht vorstellen, dass ihr Dr. Wendt das Feuerzeug ohne (erotische) Gegenleistung zugesteckt haben soll. Jaro glaubt, dass ihm seine Liebste fremd gegangen sei und trennt sich von ihr. Anuschka läuft jetzt zu Hochform auf: Ihr reines Herz befiehlt ihr, die Ehe ihrer neuen Arbeitgeber im Alleingang zu retten. Davon ist Prof. von Hartberg wiederum derart gerührt, dass er sich bereit zeigt, mit Jaro zu sprechen, damit auch diese Beziehung wieder in Ordnung zu bringen. Am Ende sind zwei Beziehungen gerettet, und Jaro kehrt mit seiner Anuschka auf den Hordakschen Bauernhof heim.

## Produktionsnotizen
Die Dreharbeiten zu Anuschka wurden mit den Außenaufnahmen am 15. September begonnen und endeten im Dezember desselben Jahres. Gedreht wurde in den Ateliers von Rom und Prag, die Außenaufnahmen entstanden in Faak am See (Kärnten) sowie in Rom. Der Film wurde am 24. März 1942 in zwei Berliner Kinos uraufgeführt. Die Produktionskosten beliefen sich auf 2.140.000 RM. Damit galt der Film als relativ kostspielig.
Gerhard Staab hatte die Produktionsleitung, Emil Specht war Tontechniker. Die Filmbauten entwarfen Ludwig Reiber und Rudolf Pfenninger, die Kostüme Maria Pommer-Uhlig.
Infolge der Verfilmung wurde das Fraser-Stück auch ins Theater gebracht und erlebte im Oktober 1942 in Wuppertal seine Uraufführung.
Hilde Krahl sang das Lied „Weit stand der goldene Mais“.
Der Film erhielt 1942 die staatlichen Prädikate „künstlerisch wertvoll“ und „volkstümlich wertvoll“.

## Rezeption
Paimann’s Filmlisten resümierte: „Obwohl aus den entgegengesetztesten Elementen zusammengemixt, wirkt diese Handlung doch aus einem Guß. Gefühlsbedingtes steht da neben Wirklichkeitsnahem, Budoir und Dienstbotenzimmer, Opernball und Tanzboden werden gegeneinander abgesetzt und Konflikte von vorgestern noch heute giltigen gegenübergestellt. Die Regie brachte dies alles auf den gemeinsamen Nenner eines ausgeglichenen und ungemein wirksamen Films. Daran ist auch das Ensemble sicher charakterisierender Darsteller maßgeblich beteiligt.“

„Im Wien der Jahrhundertwende angesiedelter, überdurchschnittlicher Unterhaltungsfilm mit sozialkritischen Ansätzen und einer überzeugenden Leistung der Hauptdarstellerin.“

„Helmut Käutner, der Regisseur, und Axel Eggebrecht, der Drehbuchautor, zeichneten das Milieu überzeugend.“
„ANUSCHKA war ursprünglich als moderne sozialkritische Komödie gedacht, doch das Propagandaministerium legte sein Veto ein, da einer deutschen Angestellten derartiges nicht passieren könne, weil sie den Schutz der »Arbeitsfront« genieße. Die Geschichte wurde daher in das Wien der Jahrhundertwende verlegt.“